# Safe As Milk
Safe As Milk is het debuutalbum van Captain Beefheart and His Magic Band, uitgebracht in 1967. Het was ook het eerste album dat werd uitgebracht onder Buddah Records. Het album bevat ook verschillende gitaarstukken van Ry Cooder.
De originele exemplaren van Safe As Milk bevatten een bumpersticker met daarop de albumtitel en een foto van het hoofd van een babypop. John Lennon vond het album zo goed dat hij een tweede exemplaar kocht, zodat hij twee bumperstickers zou hebben.

## Track listing
1. "Sure 'Nuff 'n Yes I Do" (Don Van Vliet/Herb Bermann) – 2:15
2. "Zig Zag Wanderer" (Van Vliet/Bermann) – 2:40
3. "Call on Me" (Van Vliet) – 2:37
4. "Dropout Boogie" (Van Vliet/Bermann) – 2:32
5. "I'm Glad" (Van Vliet) – 3:31
6. "Electricity" (Van Vliet/Bermann) – 3:07
7. "Yellow Brick Road" (Van Vliet/Bermann) – 2:28
8. "Abba Zaba" (Van Vliet) – 2:44
9. "Plastic Factory" (Van Vliet/Bermann/Jerry Handley) – 3:08
10. "Where There's Woman" (Van Vliet/Bermann) – 2:09
11. "Grown So Ugly" (Robert Pete Williams) – 2:27
12. "Autumn's Child" (Van Vliet/Bermann) – 4:02

### CD bonustracks
Deze bonustracks zijn afkomstig van de nooit uitgebrachte It Comes to You in a Plain Brown Wrapper sessies.
1. "Safe As Milk" (Take 5)
2. "On Tomorrow"
3. "Big Black Baby Shoes"
4. "Flower Pot"
5. "Dirty Blue Gene"
6. "Trust Us" (Take 9)
7. "Korn Ring Finger"

## Bezetting

### Muzikanten
- Don Van Vliet (Captain Beefheart) - zang, harmonica, bas marimba
- Alex St. Clair Snouffer - gitaar, bas, achtergrondzang
- Jerry Handley - bas, achtergrondzang
- John French - drums, achtergrondzang
- Ry Cooder - gitaar, slidegitaar, arrangement van "Sure 'Nuff 'N Yes I Do" en "Grown So Ugly"
- Milt Holland - percussie, tamboerijn
- Taj Mahal - tamboerijn

### Productie
- Richard Perry - producent
- Bob Krasnow - producent
- Hank Cicalo - opnametechnicus
- Gary Marker - opnametechnicus